# Кослан
Ко́слан (на руски: Кослан) е село в Коми, Русия. Разположено е на брега на река Мезен, на около 9 km североизточно от Усогорск. Административен център е на Удорски район. Към 2016 г. има население от 2288 души.

## История
Това е едно от най-старите села в Република Коми. Сведения от 1554 г. сочат, че тогава селото е разполагало с 13 къщи. През 1869 г. е открито църковно училище, където преподава местният свещеник. През 1876 г. е организирано селско училище. През 1901 г. е открита библиотека с 800 книги. Към 1917 г. селото разполага с болница с 5 болнични легла. През 1925 г. е открита ясла с 25 места, а през 1929 г. е организиран колхоз. През 1960 г. е създаден совхоз, а през 1967 г. е открита жп линията Микун – Кослан с дължина 200 km. Железният път е построен с основната цел да се улесни превозът на дървесина от Удорския район, където по това време се води засилен дърводобив, част от плана за сътрудничество между СССР и Народна република България. През 1974 г. на жп линията вече се осъществяват редовни пътувания. Към края на 1977 г. на селското летище за пръв път каца Ан-24. По това време средната работна заплата на съветските работници е 245 рубли, а на българските – 580 рубли.

## Население
| 1859 | 1970 | 1992 | 1994 | 1996 | 1998 | 2000 | 2010 |
| ---- | ---- | ---- | ---- | ---- | ---- | ---- | ---- |
| 265  | 3141 | 4144 | 4313 | 4118 | 2996 | 2868 | 2288 |